# أرتشيث
بلدية أرتشيث (بالإسبانية: Árchez) هي بلدية تقع في مقاطعة مالقة التابعة لمنطقة أندلوسيا جنوب إسبانيا.

## الديموغرافيا
بلغ عدد سكان بلدية أرتشيث 476 نسمة عام 2011 (وفقاً للمعهد الوطني الإسباني للإحصاء).
| 341 | 338 | 350 | 399 | 427 | 440 | 476 |